# مقاطعة كيسمايو
مقاطعة كيسمايو (بالصومالية: Degmada Kismayo)‏ هي إحدى مقاطعات محافظة جوبا السفلى في الصومال، وعاصمتها كيسمايو.

## روابط خارجية
- مقاطعات الصومال
- الخريطة الإدارية لمقاطعة كيسمايو